# Distrito Municipal de Wainwright n.º 61
Wainwright n.º 61 es un distrito municipal canadiense situado en la provincia de Alberta.

## Superficie
Wainwright n.º 61 tiene una superficie de 4095,29 km².

## Demografía
En 2021, tenía 4276 habitantes, una densidad poblacional de 1 hab./km², y 1852 viviendas.